# Aniane
Aniane (okcitansko Aniana) je naselje in občina v južnem francoskem departmaju Hérault regije Languedoc-Roussillon. Leta 2008 je naselje imelo 2.754 prebivalcev.

## Geografija
Naselje leži v pokrajini Languedoc ob izhodu iz soteske reke Hérault, 31 km severozahodno od Montpelliera.

## Uprava
Aniane je sedež istoimenskega kantona, v katerega so poleg njegove vključene še občine Argelliers, La Boissière, Montarnaud, Puéchabon, Saint-Guilhem-le-Désert in Saint-Paul-et-Valmalle z 8.149 prebivalci.
Kanton Aniane je sestavni del okrožja Lodève.

## Zanimivosti
- benediktinska opatija, ustanovljena v drugi polovici 8. stoletja pod Benediktom Anianskim, s cerkvijo Presvetega Odrešenika iz 17. stoletja, vmesna postaja romarske poti v Santiago de Compostelo, Via Tolosane,
- cerkev sv. Janeza Krstnika belih spokornikov,